# Meseta de Shiozuka
La meseta de Shiozuka (塩塚高原 Shiozuka-kōgen?) es una meseta que se encuentra en el límite entre las ciudades de Shikokuchūō en la prefectura de Ehime y Miyoshi (三好市 Miyoshi-shi?) de la prefectura de Tokushima. Se extiende en torno al Pico Shiozuka (塩塚峰 Shiozuka-mine?) de 1.043 m. 

## Características
La denominación de Shiozuka fue impuesta por los habitantes de la Prefectura de Ehime, ya que en la Prefectura de Tokushima era comúnmente conocida como Dōmeki (ドウメキ Dōmeki?).
En primavera se realiza la quema de pastizales, y entre el verano y otoño es famosa por la actividad de parapente y acampada.